# Angino Buttress
Angino Buttress (frei übersetzt: Angino-Pfeiler) ist ein Berg im ostantarktischen Viktorialand. Er ragt nahe dem Zentrum der Skelton-Eisfälle auf.
Das Advisory Committee on Antarctic Names benannte ihn 1964 nach dem US-amerikanischen Geologen Ernest Edward Angino (* 1932), der von 1959 bis 1960 auf der McMurdo-Station tätig war.